# Johanna von Koczian
Johanna von Koczian nata Kóczián-Miskolczy (Berlino, 30 ottobre 1933 – Berlino, 13 febbraio 2024) è stata un'attrice e cantante tedesca.

## Biografia
Johanna von Koczian nacque a Berlino il 30 ottobre 1933, figlia del militare tedesco Gustav Freiherr von Koczian-Miskolczy (Brno 1877 - Oberndorf 1958), e di sua moglie Lydia Alexandra (Berlino 1912 - Salisburgo 1953). 
Crebbe a Salisburgo, in Austria, dove l'attore Gustaf Gründgens le offrì una scrittura al Festival di Salisburgo. Successivamente interpretò Anna Frank al teatro Schiller di Berlino, ma la sua svolta nel cinema fu il suo ruolo nel remake del 1957 di Vittorio e Vittoria. Apparve in 60 film e spettacoli televisivi dal 1955. Recitò nel film Lo strano mondo del signor Mississippi, ottenendo la candidatura come migliore attrice protagonista al Festival di Berlino 1961. Nella serie L'ispettore Derrick interpretò Renate, la fidanzata di Stefan Derrick.
Morì a Berlino il 13 febbraio 2024 all'età di 90 anni.

## Vita privata
Dopo un breve matrimonio con il regista Dietrich Haugk, terminato con un divorzio nel 1961, sposò il produttore musicale Wolf Kabitzky, morto nel luglio 2004. Dal secondo marito, ebbe una figlia, l'attrice tedesca Alexandra von Koczian.

## Filmografia parziale

### Cinema
- Viktor und Viktoria, regia di Karl Anton (1957)
- Notti di Pietroburgo (Petersburger Nächte), regia di Paul Martin (1958)
- Finalmente l'alba (Wir Wunderkinder), regia di Kurt Hoffmann (1958)
- Come prima (For the First Time), regia di Rudolph Maté (1959)
- L'uomo nella rete (Menschen im Netz), regia di Franz Peter Wirth (1959)
- Jacqueline, regia di Wolfgang Liebeneiner (1959)
- Bezaubernde Arabella, regia di Axel von Ambesser (1959)
- Lampenfieber, regia di Kurt Hoffmann (1960)
- Heldinnen, regia di Dietrich Haugk (1960)
- Agatha, laß das Morden sein!, regia di Dietrich Haugk (1960)
- Lo strano mondo del signor Mississippi (Die Ehe des Herrn Mississippi), regia di Kurt Hoffmann (1961)
- Mal d'Africa... mal d'amore! (Unser Haus in Kamerun), regia di Alfred Vohrer (1961)
- Straße der Verheißung, regia di Imo Moszkowicz (1962)
- Sopra e sotto il letto (Das Liebeskarussell), regia di Rolf Thiele, Axel von Ambesser e Alfred Weidenmann (1965)
- Käpt'n Rauhbein aus St. Pauli, regia di Rolf Olsen (1971)

### Televisione
- L'ispettore Derrick – serie TV, episodi 2x08-3x05 (1975-1976)
- Praxis Bülowbogen – serie TV, 11 episodi (1988-1990)